# Шилдон
Шилдон (англ. Shildon) — город в английском графстве Дарем. Расположен в 18 км к северу от Дарлингтона, в 21 км от Дарема, в 37 км от Сандерленда и в 48 км от Ньюкасл-апон-Тайн.
Население города по переписи 2011 года составляло 9976 человек.
Впервые город упоминается в 821 году. В начале XIX века Шилдон представлял из себя несколько домов стоящих на перекрёстке дорог. Начавшаяся промышленная революция и появление железных дорог привели к росту города.
В 1801 году численность населения города составляла 100 человек. Род их занятий: сельское хозяйство, добыча угля, текстильная промышленность. Население города росло вместе с ростом промышленности: со 115 в 1821 году до 2631 человека в 1821 году и до 11759 к концу века. В 1851 году в городе было уже 447 жилых и 26 домов необитаемых. Спрос породил предложение и в 1825 году, 27 сентября, поезд ведомый Locomotion № 1 осуществил первый рейс через станцию Шилдон. Билеты на поезд продавались в местном баре, с 1833 по 1841 год железнодорожная компания арендовала комнату в пабе.
В 1833 году в городе был открыт завод для обслуживания дороги Стоктон — Дарлингтон. Первоначально на заводе было занято лишь 50 человек. В 1962 году на заводе проведена дорогостоящая модернизация после создания British Rail Workshops Division. В 1965—1982 году завод выпустил свыше 11 тысяч вагонов для перевозки угля, также имелась возможность поточного ремонта вагонов. в 1982-1984 завод был закрыт.
В 2004 году Тони Блэр открыл в городе железнодорожный музей.